# Сараевский кинофестиваль 2015
21-й Сараевский международный кинофестиваль прошёл с 14 по 22 августа 2015 года. Награды «Сердце Сараево» получили фильм «Мустанг» режиссёра Дениз Гамзе Эргювен в категории «игровое кино», фильм «Жемчужный берег» режиссёра Душана Касалицы в категории «короткометражное кино» и фильм «Тото и его сёстры» режиссёра Александра Нанау в категории «документальное кино». Награда «Почётное сердце Сараево» была вручена Бенисио дель Торо и Атому Эгояну.

## Игровые фильмы
| Награда                        | Фильм       | Страна                           | Режиссёр            |
| ------------------------------ | ----------- | -------------------------------- | ------------------- |
| Сердце Сараево за лучший фильм | «Мустанг»   | Турция, Франция, Германия, Катар | Дениз Гамзе Эргювен |
| Специальная награда жюри       | «Сын Саула» | Венгрия                          | Ласло Немеш         |
| Специальное признание жюри     | «Шевалье»   | Греция                           | Афина Ракел Цангари |

| Награда                       | Персона                                                                                                  | Фильм     | Страна                           |
| ----------------------------- | --- | --------- | -------------------------------- |
| Сердце Сараево лучшей актрисе | Гюнеш Шансой, Дога Догушлу, Тугба Сугуроглу, Элит Ишкан, Илайда Акдоган                                  | «Мустанг» | Турция, Франция, Германия, Катар |
| Сердце Сараево лучшему актёру | Йоргос Кентрос, Вангелис Моурикис, Панос Коронис, Макис, Пападимитриу, Йоргос Пирпассопулос, Сакис Рувас | «Шевалье» | Греция                           |

## Короткометражные фильмы
| Награда                        | Фильм             | Страна               | Режиссёр        |
| ------------------------------ | ----------------- | -------------------- | --------------- |
| Сердце Сараево за лучший фильм | «Жемчужный берег» | Черногория           | Душан Касалица  |
| Специальное признание жюри     | «Кало»            | Босния и Герцеговина | Нермин Хамзагич |
| Специальное признание жюри     | «Вторник»         | Турция, Франция      | Зия Демирель    |

## Документальные фильмы
| Награда                        | Фильм                 | Страна                        | Режиссёр        |
| ------------------------------ | --------------------- | ----------------------------- | --------------- |
| Сердце Сараево за лучший фильм | «Тото и его сёстры»   | Румыния                       | Александр Нанау |
| Специальная награда жюри       | «Титита»              | Венгрия                       | Тамаш Алмаши    |
| Специальное признание жюри     | «Флот Европа»         | Дания, Сербия                 | Владимир Томич  |
| Награда о правах человека      | «Один день в Сараево» | Босния и Герцеговина, Австрия | Ясмила Жбанич   |

## Поддержка Олега Сенцова
Сараевский кинофестиваль присоединился к кампании начатой Европейской киноакадемией, члены которой призвали к немедленному освобождению Олега Сенцова в письме, направленном российским властям неделей ранее. Олег Сенцов был арестован в 2014 году, после его протестов против российской аннексии Крыма. Он был обвинен в терроризме, организации террористических групп и незаконной торговле оружием. Во время церемонии закрытия фестиваля, британский продюсер Майк Дауни, член жюри конкурсной программы для фильма, призвал к освобождению Олега Сенцова с главной сцены фестиваля.